# Belonodesmus thaxteri
Belonodesmus thaxteri är en mångfotingart som beskrevs av Chamberlin 1918. Belonodesmus thaxteri ingår i släktet Belonodesmus och familjen Chelodesmidae. Inga underarter finns listade i Catalogue of Life.